# Уран-ториевое датирование
Ура́н-то́риевое дати́рование — один из методов радиоизотопного датирования, использующий радиоактивный ряд распада изотопа урана-238. В отличие от других методов, например, уран-свинцового метода, возраст определяется не по накоплению стабильного изотопа, а по отклонению соотношения концентраций двух радиоактивных изотопов, родительского и дочернего, от векового равновесия. Метод применяется для определеня возраста осадочных отложений, в основном содержащих карбонат кальция, таких как натёчные образования или кораллы, в диапазоне 50-500 тысяч лет.

Ряд радия

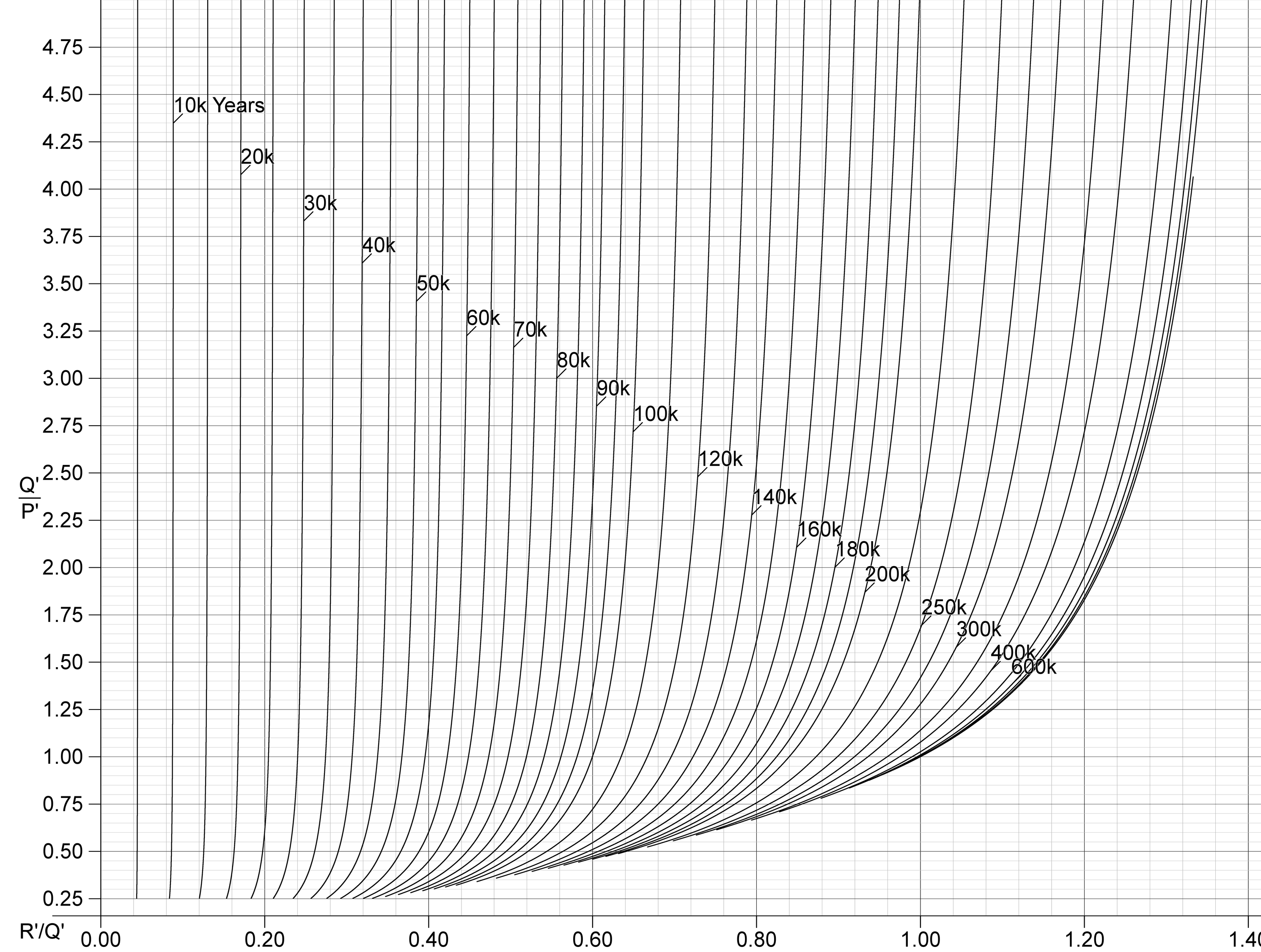
Графики для определения возраста, Q'/P' = 234U/238U, R'/Q' = 230Th/234U

## Принцип
Уран-238 — изотоп, составляющий более 99% распространённости урана в природе, однако также нестабильный, с периодом полураспада около 4.5 млрд. лет. Распад урана-238 идёт по длинной цепочке, так называемому ряду радия, который заканчивается стабильным изотопом свинца. Если уран-238 долгое время находится в покое, то постепенно порода насыщается продуктами распада, причём активность (число распадов в единицу времени) всех дочерних радиоактивных изотопов становится равна активности материнского изотопа, поскольку его период полураспада самый большой. Это называется вековым равновесием.
Уран на поверхности земли, под действием атмосферных осадков, окисляется к шестивалентному состоянию, и становится растворимым в воде. Для примера, содержание урана в морской воде составляет около 3 μг/литр. В то же время, торий практически нерастворим в воде. Таким образом, вновь образуемые породы, осаждаемые из воды, кристаллизованные из неё, в том числе в составе биоорганизмов, вначале содержат уран, но не содержат торий. Измеряя отношение активности двух изотопов в цепочке 234U (T1/2 = 245 тыс.лет) и 230Th (T1/2 = 75 тыс.лет), можно определить возраст формирования образца.
| Измеряемые изотопы | Метод анализа                           | Диапазон времени (тыс. лет) | Материал                     |
| ------------------ | --------------------------------------- | --------------------------- | ---------------------------- |
| 230Th/234U         | Альфа-спектрометрия, масс-спектрометрия | 1–350                       | Карбонаты, фосфаты, органика |
| 231Pa/235U         | Альфа-спектрометрия                     | 1–300                       | Карбонаты, фосфаты           |
| 234U/238U          | Альфа-спектрометрия, масс-спектрометрия | 100–1,000                   | Карбонаты, фосфаты           |
| U-trend            | Альфа-спектрометрия                     | 10–1,000(?)                 | Detrital sediment            |
| 226Ra              | Альфа-спектрометрия                     | 0.5–10                      | Карбонаты                    |
| 230Th/232Th        | Альфа-спектрометрия                     | 5–300                       | Морские осадки               |
| 231Pa/230Th        | Альфа-спектрометрия                     | 5–300                       | Морские осадки               |
| 4He/U              | масс-спектрометрия                      | 20–400(?)                   | Кораллы                      |

## История
В 1908 году Джон Джоли заметил повышенное содержание радия в глубоких морских осадках, по сравнению с шельфовыми. В 1942 году Пигго и Урри определили, что повышенное содержание радия в осадках коррелирует с содержанием тория. В 1962 году Розхольт и Антал впервые применили радиоактивные ряды деления урана к датированию карбонатов на суше (натёчные образования и травертины), в том числе уран-ториевый метод. Однако, настоящую популярность метод приобрёл после перевода книги Виктора Чердынцева "Уран-234" на английский язык в 1971 году. Дальнейшее развитие уран-ториевого датирования связано с применением прецизионной масс-спектрометрии. Например, в 1987 метод использовался для датировки возраста кораллов возрастом до 500 тыс. лет, что, в свою очередь, помогает уточнять хронологию климатических изменений.